# Marimatha nigrofimbria
Marimatha nigrofimbria là một loài bướm đêm thuộc họ Noctuidae. Nó được tìm thấy ở Massachusetts westward qua miền bắc Ohio to Illinois và Oklahoma và southward tới miền nam Florida và southernmost Texas.
Sải cánh dài 18–22 mm. Con trưởng thành bay từ tháng 5 đến tháng 9 in phần phía bắc của the range và từ tháng 3 đến tháng 11 in the South.
Ấu trùng ăn Digitaria ischaemum và Ipomoea sagittata.

## Hình ảnh

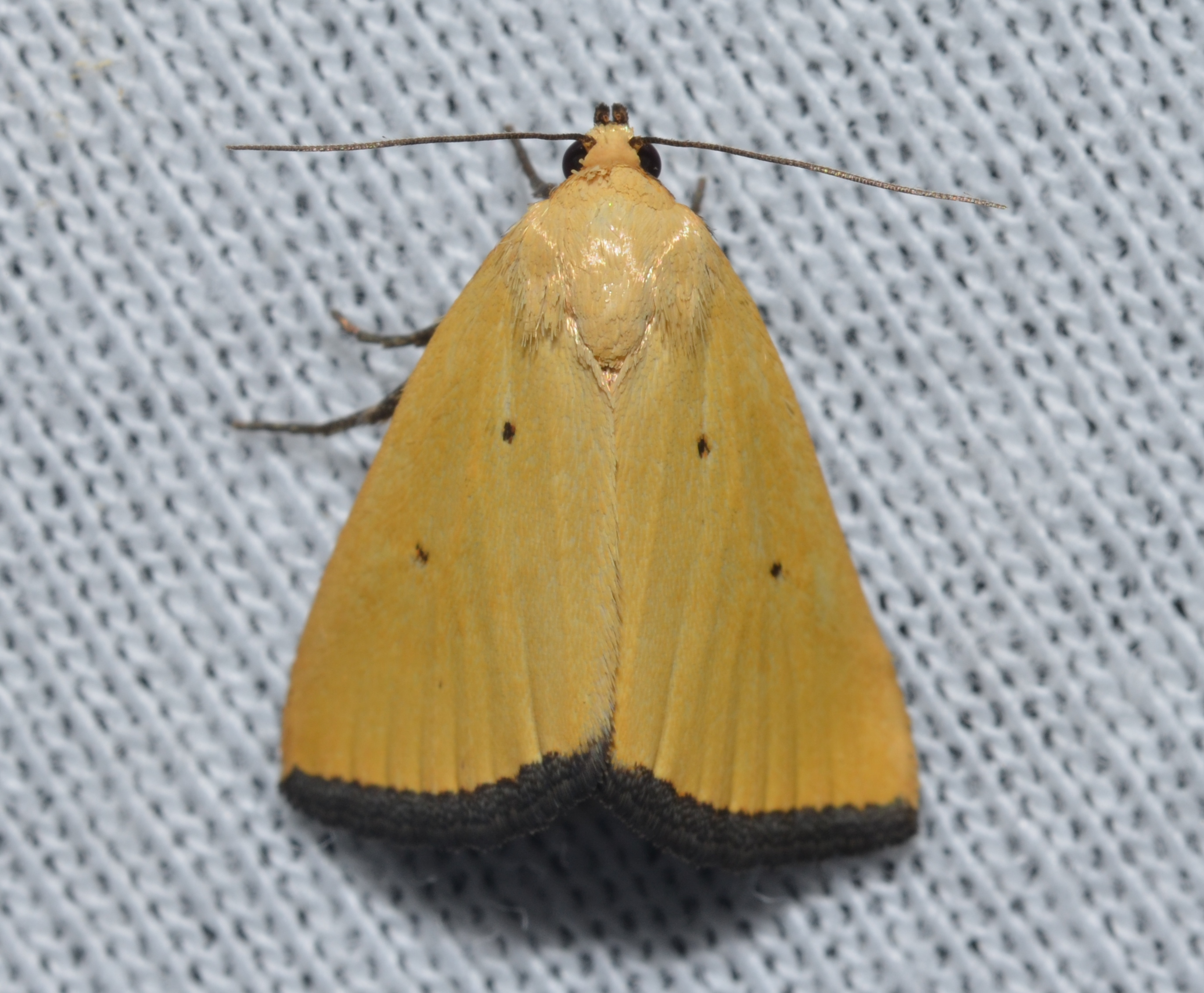
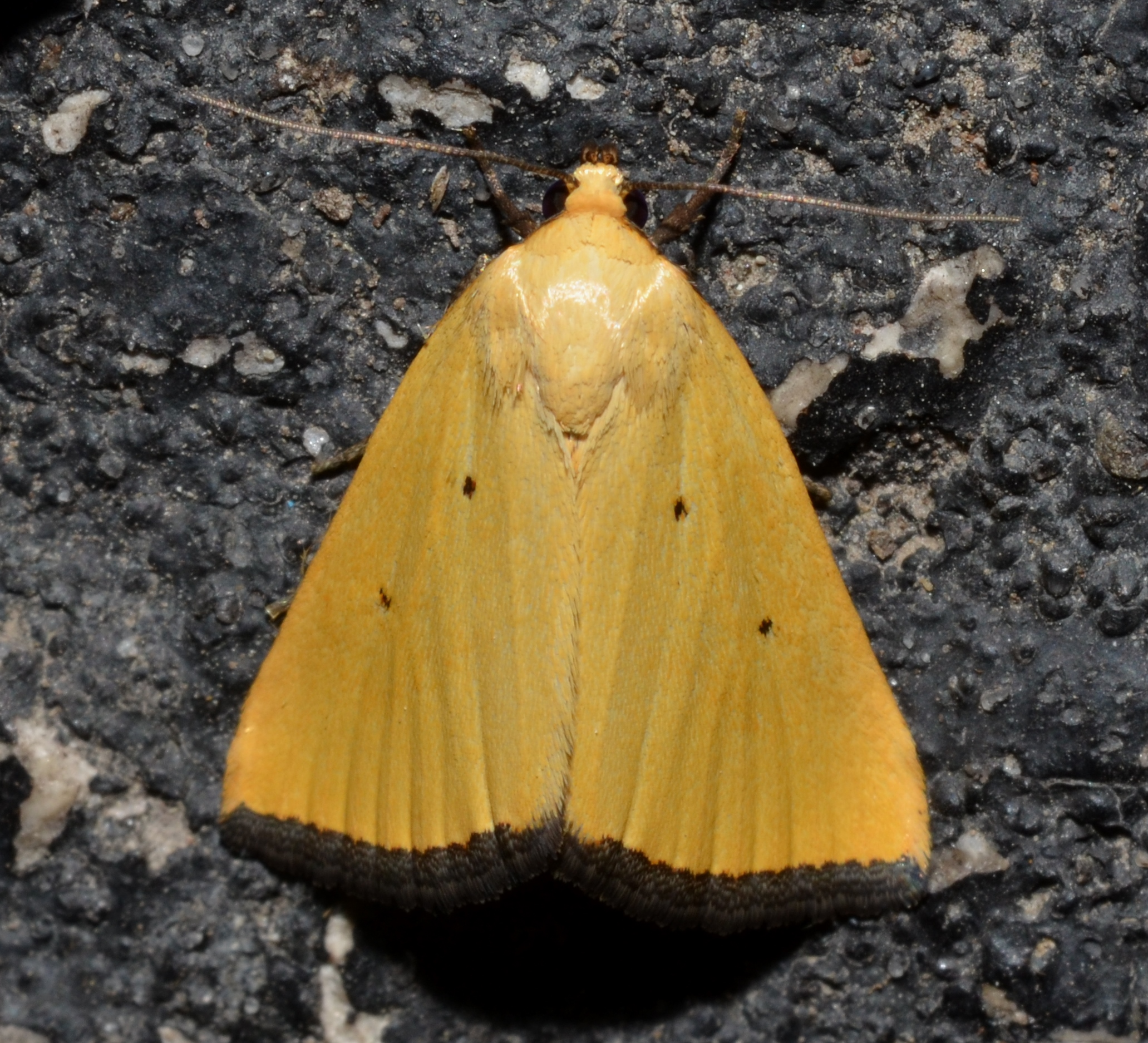